# Carpatair
Carpatair — румунська авіакомпанія, що базується у місті Тімішоара (Румунія), аеропорт «Traian Vuia». Колись компанія Carpatair пропонувала авіарейси до 34 пунктів призначення по всій Європі, але станом на 2020 рік має лише 3 літаки.

## Історія компанії
Компанія була заснована у лютому 1999 році, мала назву Veg Air і працювала з одним літаком Як-40, орендованим у Moldavian Airlines. Назва Carpatair з'явилась лише у грудні 1999 року, коли 49 % акцій авіакомпанії придбали швейцарські та шведські інвестори. У наш час, 100% акцій, належать приватним структурам.
Carpatair першою серед румунських перевізників запропонувала рейси до легендарної Трансильванії, тому, за відсутності конкуренції, одразу стала популярною. Також Carpatair має численні домовленості щодо бронювання квитків із найбільшими європейськими компаніями, як наприклад: Austrian Airlines, Lufthansa та Malev. Колись із Carpatair могла змагатись хіба що компанія TAROM, що на той час, була другим, після Carpatair, авіаперевізником у Румунії.

## В Україні
Послугами компанії Carpatair на теренах України можна було скористатись у 3 містах:
- Львів;
- Одеса;
- Чернівці (з травня 2009 року)[1]

Рейси до пунктів призначення у Західній Європі здійснювалися із пересадкою у Тімішоарі:
- Анкона;
- Афіни;
- Барі;
- Болонья;
- Венеція;
- Верона;
- Перуджа;
- Дюссельдорф;
- Мілан — Аеропорт Оріо аль Серіо;
- Мюнхен;
- Рим — Аеропорт імені Леонарда да Вінчі;
- Турин;
- Флоренція;
- Штутгарт.

У регулярний розклад авіакомпанії Carpatair входили також наступні авіарейси:
Внутрішні авіарейси з Тімішоари до: Бухарест-Отопень, Констанца, Яси, Сучава, Клуж, Бакау, Сібіу, Орадя, Крайова.
Міжнародні авіарейси: з Бухарест-Отопень, Констанца, Яси, Сучава, Клуж, Бакеу, Сібіу, Орадя, Крайова, через Тімішоару, до Афін, Анкона, Болонья, Барі, Кишинів, Дюссельдорф, Флоренція, Львів, Мілан (аеропорт Оріо аль Серіо), Мюнхен, Одеса, Перуджа, Рим, Штутгарт, Турин, Венеція, Верона, Чернівці.
Прямі авіарейси:
- Бухарест — Анкона;
- Бухарест — Барі;
- Венеція — Будапешт.

Нині в авіакомпанії не залишилося рейсів в Румунії та Молдові. Carpatair виконує єдиний рейс з Любліна до Риму.

## Флот Carpatair
31 травня 2013 року Carpatair повернула лізинговим фірмам Boeing 737, всі Fokker 70 та Saab 2000.
Компанія Carpatair володіє 3 літаками FOKKER 100

літак Fokker 100 Carpatair

літак Saab 2000 Carpatair

та володіла 12 літаками SAAB 2000.